# Canrénoate de potassium
Le canrénoate de potassium est un diurétique épargneur de potassium utilisé dans le traitement de nombreuses affections, comme l'hypertension et l'hyperaldostéronisme primaire et secondaire.

## Indications
Comme les autres diurétiques épargneurs de potassium, le canrénoate est indiqué dans le traitement des excès de minéralocorticoïdes, soit primaires (c'est-à-dire dus à une sécrétion accrue d'aldostérone par les glandes suprarénales, par exemple en raison d'un adénome), soit, surtout, secondaires à la suite d'autres affections comme une insuffisance cardiaque congestive, un syndrome néphrotique et une ascite cirrhotique. Toutes ces maladies ont en commun une rétention rénale de sodium et une accumulation de liquides dans le compartiment extravasculaire.

## Contre-indications
Hyperkaliémie, hyponatrémie, insuffisance rénale aiguë et chronique.

## Dosages
- Hypertension, par voie orale 50-200 mg par jour (divisés en plusieurs doses, la dose quotidienne maximale étant de 300 mg).
- Hypertension, par voie intraveineuse 200-600 mg par jour (lentement ou diluée avec une solution physiologique à 5 %, la dose maximale étant de 600 mg)[2].

## Pharmacodynamique
Le canrénoate exerce une activité antagoniste de type compétitif sur les récepteurs de l'aldostérone et des minéralocorticoïdes au niveau du tube contourné distal et du tube collecteur ; le résultat final est une inhibition de la réabsorption de sodium et de chlore avec réduction de l'excrétion de potassium.

## Effets indésirables
Quelques-uns des effets indésirables sont de l'hypotension, des céphalées, de l'hyponatrémie, des vertiges, des nausées, des vomissements, de la fièvre, de l'hypercalcémie, de l'hypoglycémie, de l'hyperuricémie, de la fatigue, de l'hypotension, de l'exanthème.